# Allan Holstensson
Allan Fredrik Adolf Holstensson (i riksdagen kallad Holstenson i Alversjö), född 13 juli 1878 i Skönberga församling, Östergötlands län, död 22 februari 1961 i Ljungarums församling, Jönköpings län, var en svensk lantbrukare och riksdagsman (bf).
Holstensson var ledamot av riksdagens första kammare från 1933 i valkretsen Jönköpings län.